# Біленьке (селище)
Бíленьке, Біленька — селище Краматорської міської громади Краматорського району Донецької області України. Розташоване на річці Біленькій I (басейн Дону), за 5 км на схід від шляху Н20 (Слов'янськ — Костянтинівка) і за 17 км на північний схід від залізничної станції Краматорськ. Відстань до Краматорська становить близько 5 км і проходить автошляхом місцевого значення.

## Символіка

### Герб
Затверджений 2008 року. Автори - А.Б. Гречило, В. Коцаренко, І.Нікулочкін.
"На срібному полі лазуровий стовп, обабіч нього - по пурпуровій квітці шафрану з зеленими листочками. Щит обрамований декоративним картушем, увiнчаний срібною міською короною і вписаний в вінок з зелених соснових гілок, перевитий жовто-синьо-жовтою стрічкою (вказує на підпорядкування селищної ради Краматорській міській раді) з написом "БІЛЕНЬКЕ"."
Срібне поле символізує крейдяні поклади та назву поселення. Лазуровий стовп означає річку Біленьку. Квіти шафрану уособлюють дільницю №1 "Біленьке" регіонального ландшафтного парку "Краматорський".
У зв'язку зі скасування статусу СМТ в Україні, герб віднині має вінчати червона мурована корона.

### Прапор
"Квадратне полотнище складається з вертикальних смуг - білої, синьої та білої (зі співвідношенням 2:1:2), на білих смугах по пурпуровій квітці шафрану з зеленими листочками."

## Населення

### Мова
Розподіл населення за рідною мовою за даними перепису 2001 року:
| Мова            | Кількість | Відсоток |
| --------------- | --------- | -------- |
| українська      | 5896      | 57.96%   |
| російська       | 4120      | 40.50%   |
| вірменська      | 83        | 0.82%    |
| угорська        | 34        | 0.33%    |
| білоруська      | 12        | 0.12%    |
| румунська       | 3         | 0.03%    |
| німецька        | 1         | 0.01%    |
| польська        | 1         | 0.01%    |
| інші/не вказали | 22        | 0.22%    |
| Усього          | 10172     | 100%     |

9,5 тис. ж. (1959). За даними перепису 2001 року населення селища становило 10172 особи, із них 57,96 % зазначили рідною мову українську, 40,50 % — російську, 0,82 % — вірменську, 0,33 % — угорську, 0,12 % — білоруську, 0,03 % — молдовську, 0,01 % — німецьку та польську мови.

## Інфраструктура
Овоче-молочна агрофірма; школа, клуб.

## Географічні об'єкти
Гора Абронька